# Chalcosia
Chalcosia is een geslacht van vlinders uit de familie van de bloeddrupjes (Zygaenidae) en de onderfamilie Chalcosiinae.

## Soorten
- C. affinis (Guérin-Meneville, 1843)
- C. alpherakyi Leech, 1898
- C. flavicollis Jordan, 1907
- C. formosana Matsumura, 1911
- C. nyctemeroides Semper, 1898
- C. nympha Moore, 1878
- C. pectinicornis (Linnaeus, 1758)
- C. phalaenaria (Guérin-Meneville, 1843)
- C. pretiosa Walker, 1862
- C. remota (Walker, 1854)
- C. reticularis Leech, 1898
- C. suffusa Leech, 1898
- C. syfanica Oberthür, 1894
- C. thibetana (Oberthür, 1894)
- C. venosa Walker, 1854
- C. yayeyamana Matsumura atsumura, 1927
- C. zehma Herrich-Schäffer, 1853